# ميثانيات خليوية
الميثانيات الخليوية (الاسم العلمي: Methanocellales) هي رتبة من العتائق تتبع طائفة الميثانانية الجرثومية من شعبة العتائق العريضة.

## فصائل
- ميثانات خليوية